# Maria Carazzi
Maria Carazzi (Como, 28 maggio 1943) è una politica italiana.

## Biografia
Insegnante universitaria; in occasione delle elezioni politiche del 1992 è candidata alla Camera dei deputati nelle file di Rifondazione Comunista, senza risultare eletta.
Nel 1994 viene eletta alla Camera e per la XII legislatura fa parte della Commissione Bilancio, Tesoro e Programmazione della Camera. Viene riconfermata deputata anche alle elezioni politiche del 1996. Dopo la caduta del Governo Prodi, nell'ottobre 1998 segue Armando Cossutta e Oliviero Diliberto nella scissione che dà vita al Partito dei Comunisti Italiani. Ricandidata alla Camera con tale partito nel 2001 non viene rieletta.

## Opere
- Geografia - Per conoscere l'ambiente, Feltrinelli - 1983[2]